# Ganz KCSV–7
Ganz KCSV–7 (Közúti Csuklós Villamos, pol. krótkoprzegubowy tramwaj) – typ węgierskiego wagonu tramwajowego, powstałego w wyniku modernizacji tramwajów Ganz CSMG. W latach 1996–1999 w budapesztańskich zakładach Ganz zmodernizowano ogółem 30 tramwajów.

## Opis
W trakcie modernizacji remontowi poddano poszycie zewnętrzne oraz wózki. Zamontowano nowe wyposażenie elektryczne pozwalające na rekuperację energii elektrycznej w trakcie hamowania. Wymieniono drzwi i wyposażono je w przyciski indywidualnego otwierania przez pasażerów. Oprócz tego zmodernizowano także system ogrzewania przedziału pasażerskiego.